# Julius Ernst von Günthert
Julius Ernst Günthert, seit 1869 von Günthert (* 20. Januar 1820 in Ludwigsburg; † 5. Dezember 1892 in Stuttgart) war ein württembergischer Oberst, Kommandeur des Landjägerkorps, Dichter und Schriftsteller.

## Leben
Günthert war ein Sohn des Hauptmanns Julius von Günthert, der 1814 durch die Verleihung des Ritterkreuzes des Militärverdienstordens in den persönlichen württembergischen Adelsstand erhoben wurde.
Er trat gegen 1839 als Offizierszögling in die Württembergische Armee ein und wurde am 7. Juli 1839 nach Beförderung zum Unterleutnant dem 6. Infanterie-Regiment aggregiert. 1842 wurde er in das 3. Infanterie-Regiment versetzt. Während einer Verwendung bei den Garnisons-Kompanien erfolgte am 5. April 1843 die Beförderung zum Oberleutnant. 1844 erfolgte seine Rückversetzung in das 3. Infanterie-Regiment. Während dieser Zeit begann Günthert gegen 1846 seine Dichterkarriere. 1848 wurde er zum Schützenoffizier im 2. Infanterie-Regiment ernannt. Nach Verwendung als Regimentsadjutant im 3. Infanterie-Regiment wurde er am 24. Oktober 1853 zum Hauptmann und Kompanieoffizier im 5. Infanterie-Regiment befördert.
1856 trat Günthert zur Gendarmerie über und wurde Landjäger-Bezirkskommandant für den Donaukreis. 1857 verlieh ihm Kaiser Franz Joseph I. wegen seiner Dichtungen über die Österreichische Armee die Große Goldene Medaille für Kunst und Wissenschaft. Im September 1866 erfolgte seine Beförderung zum Major. 1869 avancierte er zum Oberstleutnant und im selben Jahre verlieh ihm König Karl das Ritterkreuz des Ordens der Württembergischen Krone. Damit verbunden war die Erhebung in den persönlichen Adelsstand. 1871 erhielt er die Erlaubnis zur Annahme des Sankt-Stanislaus-Ordens II. Klasse mit Stern. Im selben Jahre wurde er neben seiner Position eines Bezirkskommandant auch zum Stabsoffizier des Landjägerkorps in Stuttgart ernannt. Im Juni 1871 machte er in Stuttgart Bekanntschaft mit dem Lyriker Eduard Mörike. Am 23. Juni 1873 erhielt er den Charakter als Oberst. Unter Verleihung eines Patents zu seinem Dienstgrad vom 1. Oktober 1879 wurde Günthert am 3. Juni 1880 zum Kommandeur des Landjägerkorps ernannt. In dieser Eigenschaft erhielt er 1882 das Kommentur II. Klasse des Friedrichs-Ordens und aus Anlass seines 50-jährigen Dienstjubiläums würdigte ihn König Karl im März 1886 mit dem Kommenturkreuz des Ordens der Württembergischen Krone. Am 4. November 1886 wurde ihm die erbetene Versetzung in den Ruhestand erteilt.

## Schriften
- Drei unbenannte Gedichte. In: Morgenblatt für gebildete Leser. 1846 (Digitalisat)
- Bilder aus dem Italienischen Feldzuge 1849. In: Österreichischer Soldatenfreund. 1850.
- Corona Oleaginea, in Feierklänge bei Enthüllung des Radetzky-Denkmales am 19. März 1852 in Innsbruck. A. Witting, 1852 (Digitalisat)
- Leipzig 1813 : Helden-Gedicht in fünf Gesängen. Wagner'sche Buchdruckerei, 1864 (Digitalisat)
- Das hohe Lied von 1870. Patriotische Dichtungen eines deutschen Offiziers. Stettin'sche Buchhandlung, 1870.
- Barbablanca. Eine Rhapsodie. Carl Krabbe, 1881.
- Mörike und Notter. W. Spemann, 1885.
- Die letzten Tage der Benediktiner in Isny. In: Zeitschrift für allgemeine Geschichte, Kultur-, Litteratur- und Kunstgeschichte. 1886 (Digitalisat)
- Friedrich Theodor Vischer. Ein Charakterbild. Adolf Bonz & Comp, 1889 (Digitalisat)
- Dramatische Dichtungen. W. Kohlhammer, 1891 (Digitalisat)